# Вычислительная среда
Вычислительная среда (англ. computational environment) — это совокупность объектов, участвующих в вычислениях, причём каждый раз требуется определение того, что считается объектом, и что понимается под вычислениями, то есть трактовка этих терминов зависит от контекста употребления. Так, например, в программной инженерии под вычислительной средой понимается совокупность программных компонентов и сервисов, интегрируемых в рамках одного приложения (реализующего некоторый процесс в определённой предметной области). Термин иногда также понимают в более узком смысле—как приложение, предназначенное для (математического) моделирования различных объектов и явлений и последующего их (моделей или объектов моделирования) исследования. В последнем случае к числу широко известных примеров относятся Mathcad, Mathematica. Под вычислительной средой также иногда понимают аппаратные средства, а в наиболее широком смысле—совокупность программных и аппаратных средств для реализации определённой концепции вычислений (а по сути, для реализации определённой модели вычислений).
В математическом контексте и контексте теоретических компьютерных наук использование данного термина опирается на предположение о том, что имеется некоторая формальная теория, которая определяет как то, что является объектом, так и то, как и какие вычисления над этими объектами производятся. Такая теория должна, во-первых, постулировать некоторый класс объектов, или термов, а во-вторых, отношение эквивалентности между ними (так называемая эквациональная система). Тогда под вычислениями понимаются эквивалентные преобразования объектов. Примером такой системы является λ-исчисление.